# Phil Mickelson
Philip Alfred Mickelson  (San Diego, 16 de junho de 1970) é um jogador profissional de golfe dos EUA.  Ele venceu seis torneios major's e um total de 44 eventos do PGA Tour. Em 2021, ao ser campeão do PGA Championship, se tornou o jogador de golfe mais velho a ser campeão de um torneio major.

## Títulos

### Torneios Major's (6)
| Ano  | Campeonato            | Resultado             | Margem    | Vice-campeão                    |
| ---- | --------------------- | --------------------- | --------- | ------------------------------- |
| 2004 | Masters de Golfe      | –9 (72-69-69-69=279)  | 1 Tacada  | Ernie Els                       |
| 2005 | PGA Championship      | –4 (67-65-72-72=276)  | 1 Tacada  | Thomas Bjørn, Steve Elkington   |
| 2006 | Masters de Golfe (2)  | –7 (70-72-70-69=281)  | 2 Tacadas | Tim Clark                       |
| 2010 | Masters de Golfe (3)  | –16 (67-71-67-67=272) | 3 Tacadas | Lee Westwood                    |
| 2013 | The Open Championship | −3 (69-74-72-66=281)  | 3 Tacadas | Henrik Stenson                  |
| 2021 | PGA Championship (2)  | –6 (70-69-70-73=282)  | 2 Tacadas | Louis Oosthuizen, Brooks Koepka |